# Кодайра, Ёсио
Ёсио Кодайра (яп. 小平 義雄 Кодайра Ёсио, 28 января 1905 — 5 октября 1949) — японский серийный убийца.

## Биография
Кодайра страдал от заикания в детстве. Он записался на службу в императорский флот Японии в 1923 году. Во время службы убил 6 китайских солдат и изнасиловал много китайских женщин, а также воткнул меч в живот беременной женщины. Точное количество его жертв в Китае неизвестно. Кодайра был одним из немногих бывших солдат, признавшихся, что японские военные совершили провокацию перед Японо-китайской войной.
Кодайра женился в 1932 году, сразу после возвращения в Японию. Но вскоре жена ушла от него, потому что узнала, что у него был ребенок от другой женщины. Кодайра пришел в ярость и 2 июля 1932 года напал на дом жены, забив до смерти её отчима, и избив еще 6 человек металлическим прутом. Он был арестован и осужден на 8 лет тюрьмы. Выпущен на свободу в 1940 году.
Предположительно, в Японии Кодайра убил и изнасиловал 10 женщин в период с 25 мая 1945 года по 6 августа 1946 года. После пятого убийства он совершил акт некрофилии с трупом. Кроме того, он изнасиловал еще около 30 женщин. 
20 августа 1946 года Кодайра был арестован. Ему было предъявлено обвинение в 10 убийствах. Одна из жертв так и не была опознана. В суде он отрицал ответственность за три убийства, но верховный суд Японии 16 ноября 1948 года осудил его за 7 из 10 убийств к смертной казни. Ёсио Кодайра был повешен 5 октября 1949 года. Последними словами убийцы были «Мне очень повезло, что я могу умереть в такой прекрасный мирный день».